# Rajon Nisporeni
Der Rajon Nisporeni ist ein Rajon in der Republik Moldau. Die Rajonshauptstadt ist Nisporeni.

## Geographie
Der Rajon liegt im Westen des Landes an der Grenze zu Rumänien entlang des Flusses Pruth. Seine Nachbarbezirke sind Călărași, Hîncești, Strășeni und Ungheni.
Das fruchtbare Hügelland wird landwirtschaftlich genutzt.

## Geschichte
Der Rajon Nisporeni besteht seit 2003. Bis Februar 2003 gehörte das Gebiet gemeinsam mit den heutigen Rajons Călărași und Ungheni zum inzwischen aufgelösten Kreis Ungheni (Județul Ungheni).

## Bevölkerung

### Bevölkerungsentwicklung
1959 lebten im Gebiet des heutigen Rajons 52.060 Einwohner. In den darauf folgenden Jahrzehnten stieg die Zahl der Einwohner kontinuierlich an: von 61.903 im Jahr 1970 über 65.134 im Jahr 1979 bis zu 67.447 im Jahr 1989. Bis 2004 sank wie in ganz Moldau die Bevölkerungszahl des Rajons, die in jenem Jahr 64.924 betrug. 2014 lag sie bei 53.154.

### Volksgruppen
Laut der Volkszählung 2004 stellen die Moldauer mit 93,6 % die anteilsmäßig mit Abstand größte Volksgruppe, während sich landesweit 75,8 % als Moldauer bezeichneten. Die nationalen Minderheiten im Rajon Nisporeni bilden die Rumänen mit 3,6 %, die Russen mit 0,5 % und die Ukrainer mit 0,3 %.

## Kultur und Sehenswürdigkeiten
Mit dem Kloster Hîncu und dem Kloster Vărzărești befinden sich zwei der ältesten Klöster des Landes im Rajon Nisporeni.